# Швалбеова линија
Швалбеова линија (ШЛ) је анатомска линија која се налази на унутрашњој површини рожњаче ока и оцртава спољну границу ендотелног слоја рожњаче. Конкретно, представља завршетак Десцеметове мембране.

## Анатомија
Швалбеова линија (састављена од колагена и еластичног ткива) је неправилно узвишење ширине 50–150 μм које се протеже по ободу око очног глобуса. Ова линија или зона означава:
- прелаз са трабекуларног на ендотел рожњаче,
- завршетак Десцеметове мембране
- уметање трабекуларне мреже у строму рожњаче.

Секреторне ћелије, назване ћелије Швалбеове линије, присутне су у овој области. Оне производе фосфолипидни материјал за који се сматра да олакшава проток очне водице.

## Значај
Како се у многим случајевима ШЛ може се видети гониоскопом, она се у офталмологији сматра анатомским маркером за одређивање крајње ивице ендотелног слоја и Десцеметове мембране, на задњој површини рожњаче.
Неки докази сугеришу да ендотел рожњаче заправо поседује матичне ћелије које могу произвести ендотелне ћелије, посебно након повреде, али у ограниченом обиму.